# Znicz Pruszków (piłka nożna)
Znicz Pruszków – polski klub piłkarski z siedzibą w Pruszkowie, od sezonu 2023/2024 występujący w I lidze. Został założony 19 grudnia 1923 roku.

## Osiągnięcia
- 1945 – 3. miejsce w I Mistrzostwach Warszawy
- 1960 – zdobycie Pucharu Michałowicza
- 1973 – 2. miejsce w Pucharze XX-lecia Trybuny Mazowieckiej
- w sezonie 2004/05 baraże o wejście do II ligi (przegrana 2:4 i wygrana 2:0 z Ruchem Chorzów, przegrana w dwumeczu)
- zwycięstwo w Mazowieckim Pucharze Polski 2005/06 (wygrana 3:2 w finale z Mazowszem Płock)
- 1/16 finału Pucharu Polski 2006/2007 (przegrana 1:2 z Groclinem Grodzisk Wlkp.)
- 1/16 finału Pucharu Polski 2007/2008 (przegrana 2:5  z Cracovią)
- pierwsze miejsce w I grupie III ligi w sezonie 2006/07, historyczny awans do II ligi
- zwycięstwa w Mazowieckim Pucharze Polski 2006/07, 2007/2008
- 5. miejsce w II lidze polskiej 2007/08
- 1/16 finału Pucharu Polski 2010/2011 (przegrana 0:1 z Polonią Warszawa)
- 1/4 finału Pucharu Polski 2014/2015 (przegrana 1:5 i 0:1 z Lechem Poznań)
- awans do I ligi w sezonie 2015/2016
- awans do I ligi w sezonie 2022/2023[2]

## Zawodnicy

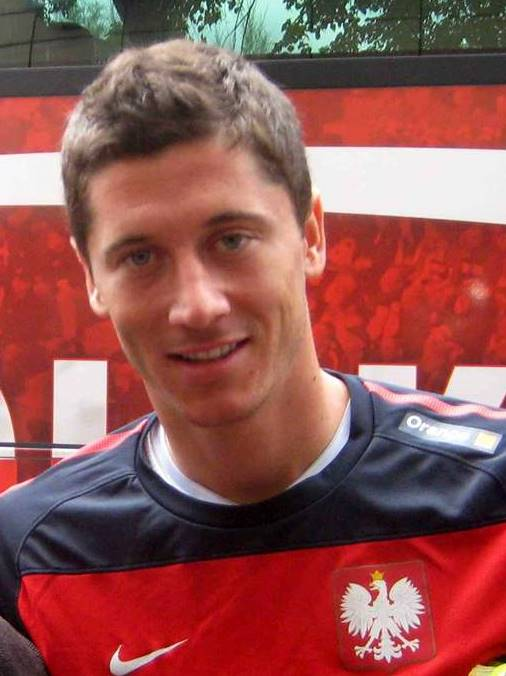
Robert Lewandowski

W latach 2006–2008 w Zniczu występował Robert Lewandowski. Wychowankami klubu są: Radosław Majewski, Jacek Gmoch i Dominika Grabowska

## Sezon po sezonie

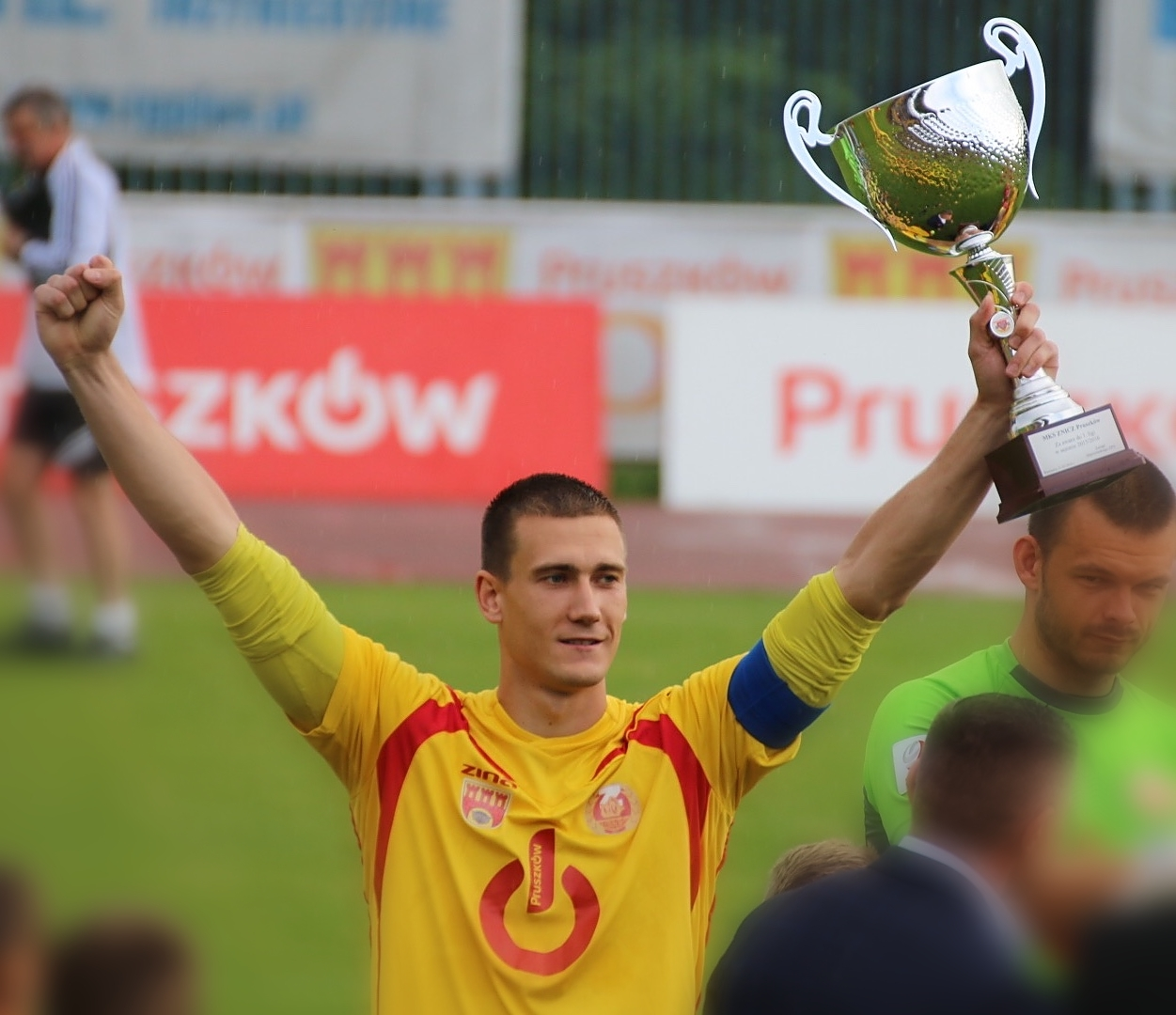
Kapitan z Pucharem za awans do I ligi wywalczony w sezonie 2015/2016

| Sezon     | Liga                           | Miejsce | Uwagi           |
| --------- | ------------------------------ | ------- | --------------- |
| 1997/1998 | Liga okręgowa (grupa Warszawa) | 1.      | awans           |
| 1998/1999 | IV liga (grupa warsz.-maz.)    | 6.      |                 |
| 1999/2000 | IV liga (grupa warsz.-maz.)    | 1.      | awans           |
| 2000/2001 | III liga (grupa I)             | 6.      |                 |
| 2001/2002 | III liga (grupa I)             | 10.     |                 |
| 2002/2003 | III liga (grupa I)             | 12.     |                 |
| 2003/2004 | III liga (grupa I)             | 7.      |                 |
| 2004/2005 | III liga (grupa I)             | 2.      | baraż o II ligę |
| 2005/2006 | III liga (grupa I)             | 5.      |                 |
| 2006/2007 | III liga (grupa I)             | 1.      | awans           |
| 2007/2008 | II liga                        | 5.      |                 |
| 2008/2009 | I liga                         | 6.      |                 |
| 2009/2010 | I liga                         | 16.     | spadek          |
| 2010/2011 | II liga (grupa wschodnia)      | 6.      |                 |
| 2011/2012 | II liga (grupa wschodnia)      | 4.      |                 |
| 2012/2013 | II liga (grupa wschodnia)      | 6.      |                 |
| 2013/2014 | II liga (grupa wschodnia)      | 6.      |                 |
| 2014/2015 | II liga                        | 9.      |                 |
| 2015/2016 | II liga                        | 2.      | awans           |
| 2016/2017 | I liga                         | 17.     | spadek          |
| 2017/2018 | II liga                        | 13.     |                 |
| 2018/2019 | II liga                        | 8.      |                 |
| 2019/2020 | II liga                        | 9.      |                 |
| 2020/2021 | II liga                        | 15.     |                 |
| 2021/2022 | II liga                        | 14.     |                 |
| 2022/2023 | II liga                        | 2.      | awans           |
| 2023/2024 | I liga                         | 13.     |                 |
| 2024/2025 | I liga                         | 8.      |                 |

| Oznaczenie kolorami |
| ------------------- |
| II poziom ligowy    |
| III poziom ligowy   |
| IV poziom ligowy    |
| V poziom ligowy     |